# よしたけの北海道は夢牧場
よしたけの北海道は夢牧場（よしたけのほっかいどうはゆめぼくじょう）は、STVラジオで2000年10月から2008年夏ごろまで毎週日曜日に放送していたラジオ番組。放送時間は、日曜日8:30 - 9:00（初期）→12:00 - 12:30（ - 2008年3月）→22:30 - 23:00（2008年4月 - ）。田中義剛の冠番組。

## 概要
田中義剛が主に以下の内容について語る。
- 最近の世の中
- 出演するテレビ番組（TVチャンピオン、朝だ!生です旅サラダ、世界まる見え!テレビ特捜部など）の話
共演者の裏話も披露される。
- 田中が所属するアップフロントエージェンシー（現：アップフロントプロモーション）所属タレントの話
ハロー!プロジェクト絡みの話が比較的多い。
- 田中が経営する花畑牧場での日々の出来事や同牧場のイベント告知など、花畑牧場は一時期この番組のスポンサーとなっていた。

これらの内容を包み隠さず、掘り下げて話すことが多く、テレビとは違った田中義剛の素顔を垣間見ることが出来る。